# Morrissey
Steven Patrick Morrissey (Davyhulme, 22 de maio de 1959), conhecido mononimamente como Morrissey, é um cantor, compositor e autor britânico. Ganhou proeminência como letrista e vocalista da banda The Smiths, ativa entre 1982 e 1987. Desde então, empreendeu em uma bem-sucedida carreira solo. A música de Morrissey é caracterizada por sua voz barítona e letras distintas com temas recorrentes de isolamento emocional, desejo sexual, humor negro e autodepreciativo e posturas antissistema.
Morrissey é filho de imigrantes irlandeses da classe trabalhadora de Davyhulme, Lancashire, Inglaterra; a família morava em Queen's Court perto do convento de Loreto em Hulme e sua mãe trabalhava próximo do Hulme Hippodrome. Eles se mudaram por causa das demolições de quase todas as casas da era vitoriana em Hulme na década de 1960, e ele cresceu nas proximidades de Stretford. Na infância, desenvolveu um amor por literatura, realismo kitchen sink e música pop da década de 1960. Ele formou os Smiths junto de Johnny Marr em 1982 e o grupo logo atraiu atenção nacional com seu álbum de estreia autointitulado. Como líder da banda, Morrissey conquistou espaço com seu topete característico e letras inteligentes e sarcásticas. Evitando deliberadamente o machismo do rock, ele cultivou a imagem de estranho sexualmente ambíguo e abraçou o celibato. Os Smiths lançaram mais três álbuns — Meat Is Murder, The Queen Is Dead e Strangeways, Here We Come — e uma série de singles bem sucedidos. A banda foi aclamada criticamente e atraiu seguidores cult. Diferenças pessoais entre Morrissey e Marr resultaram na separação do grupo em 1987.
Em 1988, Morrissey estabeleceu sua carreira solo com Viva Hate. Esse e os três próximos álbuns — Kill Uncle (1991), Your Arsenal (1992) e Vauxhall and I (1994) — foram muito bem colocados na parada britânica e resultaram em vários singles de sucesso. Ele se associou a Alain Whyte e Boz Boorer como co-compositores para substituir Marr. Durante esse tempo, sua imagem começou a mudar para a de uma figura corpulenta que brincava com imagens patrióticas e a masculinidade da classe trabalhadora. Na metade final dos anos 1990, os álbuns Southpaw Grammar (1995) e Maladjusted (1997) também chegaram às paradas, mas não foram tão bem recebidos como os anteriores. Após se mudar para Los Angeles, ele iniciou um hiato entre 1998 e 2003 antes de lançar um bem sucedido álbum de retorno, You Are the Quarry, de 2004. Os anos seguintes viram o lançamento de álbuns como Ringleader of the Tormentors (2006), Years of Refusal (2009), World Peace Is None of Your Business (2014), Low in High School (2017), California Son (2019) e I Am Not a Dog on a Chain (2020), além de sua autobiografa e seu primeiro romance, List of the Lost (2015).
Altamente influente, Morrissey foi creditado como uma figura seminal no surgimento do indie pop, indie rock e Britpop. Em uma votação de 2006 para o Culture Show da BBC, Morrissey foi eleito o segundo maior ícone cultural britânico vivo. Sua obra tem sido objeto de estudo acadêmico. Tem sido uma figura controversa ao longo de sua carreira devido às suas opiniões diretas e natureza franca, endossando vegetarianismo e direitos dos animais e criticando a realeza e políticos proeminentes. Ele também apoiou o ativismo de extrema-direita em relação à herança britânica e defendeu uma visão particular de identidade nacional enquanto criticava os efeitos da imigração no Reino Unido.

## Primeiros anos

### Infância: 1959–1976
Eu me perdi em meio à música desde muito cedo, e lá permaneci . . . Me apaixonei pelas vozes que ouvi, sejam elas masculinas ou femininas. Eu amava aquelas pessoas. Eu realmente, realmente amava aquelas pessoas. Por essa contribuição, dei a elas minha vida . . . minha juventude. Além do perímetro da música pop houve uma queda no fim do mundo.

— Morrissey, 1991.
Steven Patrick Morrissey nasceu em 22 de maio de 1959 no Hospital Park em Davyhulme, Lancashire. Seus pais, Elizabeth Dwyer e Peter Morrissey, eram católicos irlandeses que haviam imigrado de Dublin para Manchester com sua única irmã, Jacqueline, um ano antes de seu nascimento. Morrissey afirma que foi nomeado em homenagem ao ator estadunidense Steve Cochran, apesar de provavelmente ser em referência a um tio paterno que morrera na infância, Patrick Steven Morrissey. A primeira casa em que morou foi uma council house na rua Harper, 17 em Hulme, interior de Manchester, até sua demolição. Vivendo naquela área durante a infância, ele foi altamente afetado pelos assassinatos de Moors, em que várias crianças locais foram mortas; os crimes deixaram uma profunda marca nele e serviram de inspiração para a canção "Suffer Little Children". Também teve contato com o sentimento anti-irlandês na sociedade inglesa contra os imigrantes. Em 1970, após a renovação urbana que destruiu casas da Era Vitoriana em Hulme, a família se mudou para outra council house na King's Road, 384 em Stretford.
Após concluir a educação primária na St Wilfred's Primary School, Morrissey não logrou êxito em seu exame Eleven-Plus e se transferiu para a St Mary's Secondary Modern School, uma experiência tida por ele como desagradável. Se destacou em educação física, porém era impopular e solitário na escola. Ele foi crítico à educação formal que recebera, declarando posteriormente, "A educação que recebi foi basicamente maldosa e brutal. Tudo que aprendi foi a não ter autoestima e me sentir envergonhado sem saber por quê". Deixou a escola em 1975, sem receber qualificações formais. Continuou seus estudos na Stretford Technical College, onde teve destaque em literatura inglesa e sociologia. Em 1975, visitou uma tia que morava em Staten Island, Estados Unidos. O relacionamento de seus pais estava abalado, resultando em um divórcio em dezembro de 1976, e seu pai mudou-se da casa da família.
A mãe de Morrissey era bibliotecária e incentivou o interesse do filho pela leitura. Ele passou a apreciar a literatura feminista, além do escritor irlandês Oscar Wilde, quem passou a enxergar como um ídolo. O jovem Morrissey era fã da soap opera Coronation Street, que focava na classe trabalhadora de Manchester; ele mandou propostas de roteiros e histórias para a companhia por trás da produção, a Granada Television, mas todos foram recusados. Ele também era fã da peça teatral A Taste of Honey, de Shelagh Delaney, e sua adaptação cinematográfica de 1961, que era um drama focado na vida da classe operária de Salford. Muitas de suas futuras canções citaram diretamente A Taste of Honey.
Na juventude, Morrissey disse, "A música pop era tudo o que eu sempre tive e estava completamente entrelaçada com a imagem da estrela pop. Lembro-me de sentir que a pessoa que cantava estava realmente comigo e compreendia a mim e minha situação". Mais tarde, revelou que o primeiro disco que comprou foi o single "Come and Stay With Me" de Marianne Faithfull, de 1965. Tornou-se fã de glam rock na década de 1970, apreciando o trabalho de artistas ingleses como T. Rex, David Bowie e Roxy Music. Também era fã de artistas estadunidenses de glam rock, como Sparks, Jobriath e New York Dolls. Ele formou um fã-clube britânico para esse último, atraindo membros por meio de pequenos anúncios nas últimas páginas de revistas musicais. Foi por meio do interesse do New York Dolls por cantoras pop da década de 1960 que Morrissey também desenvolveu um fascínio por tais artistas, como Sandie Shaw, Twinkle e Dusty Springfield.

### Primeiras bandas e livros publicados: 1977–1981

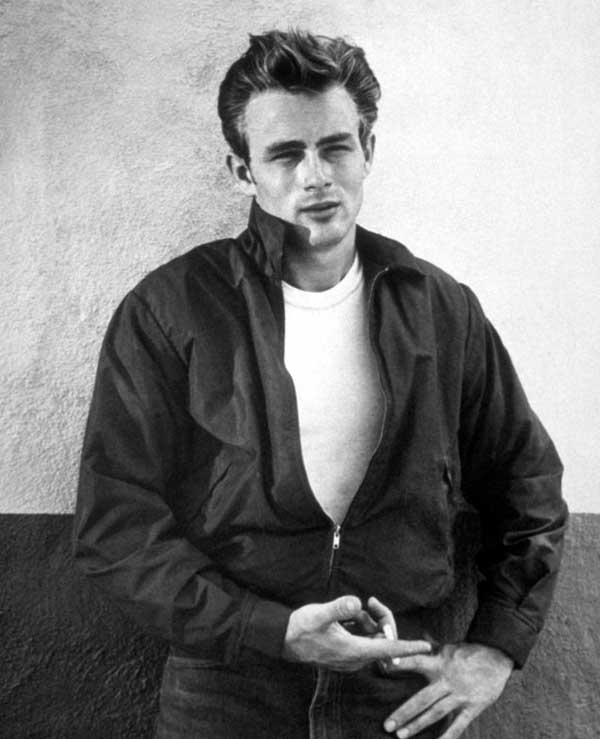
Morrissey idolatrava o ator estadunidense James Dean e publicou um livro sobre ele

Tendo deixado a educação formal, Morrissey passou por uma série de empregos, como balconista do serviço público e depois da Receita Federal, como vendedor em uma loja de discos e como porteiro de hospital, antes de abandonar o emprego e reivindicar o seguro-desemprego. Ele usou muito do dinheiro desses empregos para comprar ingressos para shows, assistindo a apresentações de Talking Heads, Ramones e Blondie. Frequentava regularmente concertos, tendo um interesse particular pela cena musical alternativa e pós-punk.
Querendo se tornar um escritor profissional, Morrissey considerou uma carreira no jornalismo musical. Ele frequentemente escrevia cartas para a imprensa musical e acabou sendo contratado pela revista Record Mirror. Escreveu vários livros curtos para a editora local Babylon Books: em 1981, lançou um livreto de 24 páginas que havia escrito sobre o New York Dolls, que vendeu três mil cópias. Esse foi seguido por James Dean is Not Dead, sobre o astro do cinema estadunidense James Dean. Morrissey desenvolveu um amor por Dean e cobriu seu quarto com fotos da estrela.
Apesar das controvérsias envolvendo a sua participação formal com The Nosebleeds e Slaughter e The Dogs, Morrissey afirma que nunca fez parte oficialmente dos grupos: "Eu nunca fiz parte do Nosebleeds e não tenho nenhuma conexão com Slaughter e The Dogs [...] Éramos amigos, fui eu quem colocou no grupo como cantor".

## The Smiths

### Formação: 1982–1984
Em agosto de 1978, Morrissey foi brevemente apresentado a Johnny Marr, então com 14 anos, por conhecidos em comum numa apresentação de Patti Smith realizada no Apollo Theatre em Manchester. Alguns anos depois, em maio de 1982, Marr apareceu na porta da casa de Morrissey para perguntar se ele estava interessado em fundar uma banda. Marr ficou impressionado com o fato de Morrissey ter escrito um livro sobre o New York Dolls, e foi inspirado a aparecer em sua porta seguindo o exemplo de Jerry Leiber, que formou sua parceria com Mike Stoller depois de fazer o mesmo. De acordo com Morrissey: "Nós nos demos muito bem. Tínhamos uma conduta similar". No dia seguinte, ele ligou para Johnny para confirmar que estava interessado na proposta. Steve Pomfret–que serviu como primeiro baixista–logo abandonou o grupo, sendo substituído por Dale Hibbert. Nesse período de formação, Morrissey decidiu que seria conhecido publicamente apenas por seu sobrenome, com Marr referindo-se a ele como "Mozzer" ou "Moz". Em 1983, proibiu as pessoas ao seu redor de usar o nome "Steven", que ele detestava. Ele também foi responsável por escolher o nome "The Smiths", mais tarde informando a um entrevistador que "era o nome mais comum e achei que era hora de as pessoas comuns do mundo mostrarem seus rostos".
Além de comporem suas próprias canções, eles também faziam uma versão de "I Want a Boy for My Birthday", da banda The Cookies, refletindo seu desejo deliberado de transgredir as normas estabelecidas de gênero e sexualidade no rock, inspirados pelos New York Dolls. Em agosto de 1982, gravaram sua primeira demo no Decibel Studios, e Morrissey a ofereceu a Factory Records, mas eles não se interessaram.
No verão de 1982, Mike Joyce foi escolhido baterista após uma audição. Em outubro de 1982, fizeram sua primeira aparição pública, em apoio a Blue Rondo à la Turk no The Ritz. Hibbert, entretanto, estava insatisfeito com o que considerava a estética gay da banda; por sua vez, Morrissey e Marr estavam insatisfeitos com seu estilo de tocar baixo, então ele foi removido da banda e substituído por Andy Rourke, amigo de escola de Johnny.

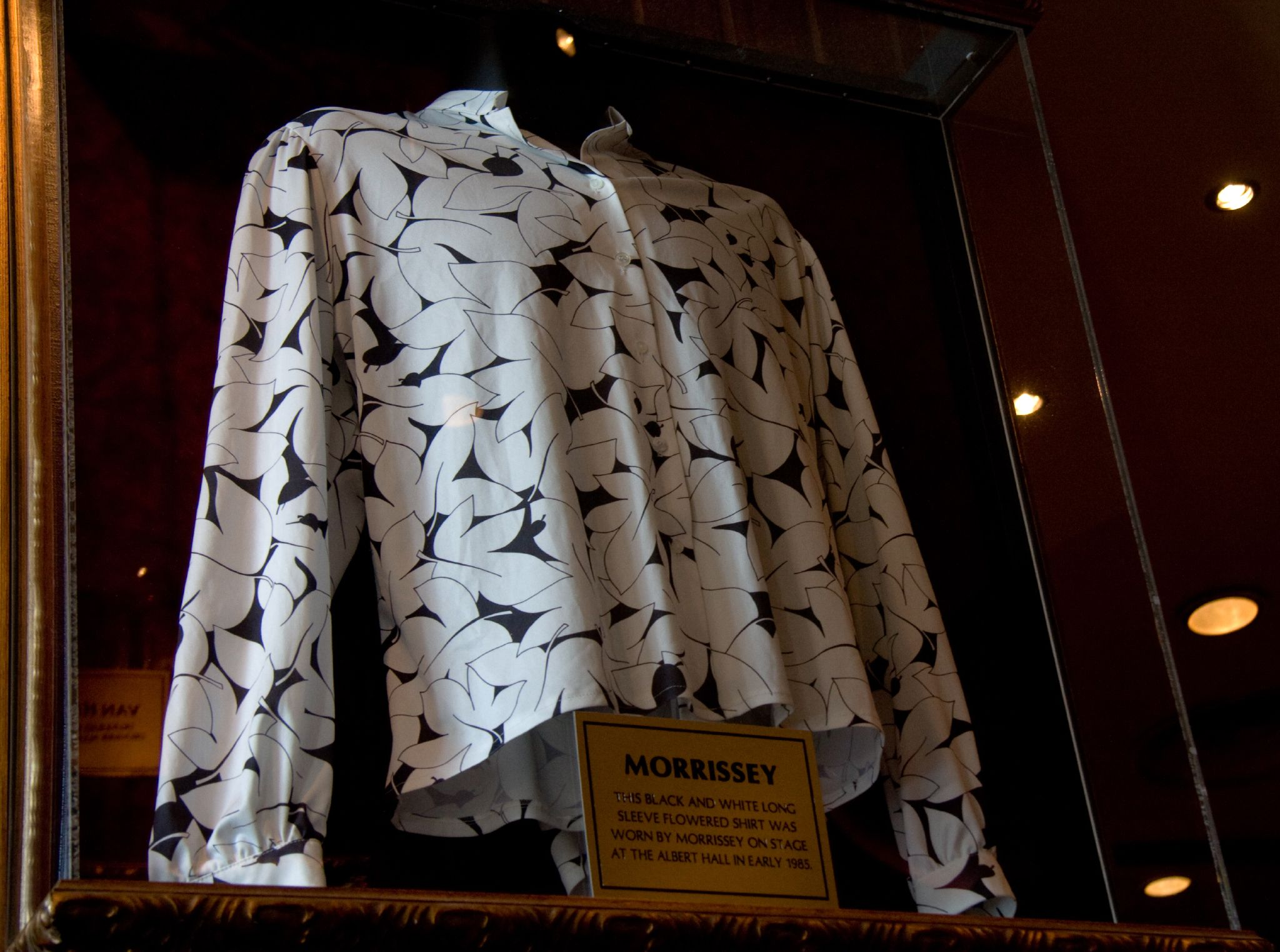
Uma típica camisa usada por Morrissey no palco na década de 1980, em exibição no Hard Rock Cafe de Barcelona

Após a grande editora EMI os recusar, Morrissey e Marr visitaram Londres para entregar uma fita cassete de suas gravações a Geoff Travis da gravadora independente Rough Trade Records. Embora não tenha assinado um contrato imediatamente, ele concordou em lançar a canção "Hand in Glove" como single. Morrissey escolheu um design de capa homoerótico na forma de uma fotografia de Jim French.  A banda logo gerou polêmica quando Garry Bushell, do tabloide The Sun, alegou que o lado B "Handsome Devil" fazia apologia à pedofilia. Eles negaram, com Morrissey afirmando que a música "não tem nada a ver com crianças e certamente nada a ver com abuso sexual infantil". Na sequência do single, a banda realizou seu primeiro show significativo em Londres, ganhou airplay nas rádios com uma sessão no programa de John Peel e obteve suas primeiras entrevistas nas revistas musicais NME e Sounds.
Os singles seguintes, "This Charming Man" e "What Difference Does It Make?", se saíram melhor ao alcançarem os números 25 e 12, respectivamente, na parada de singles do Reino Unido. Auxiliados por elogios da imprensa musical e uma série de sessões de estúdio para Peel e David Jensen na BBC Radio 1, os Smiths começaram a adquirir uma base de fãs dedicada. Em fevereiro de 1984 eles lançaram seu álbum de estreia autointitulado, que alcançou o número 2 na parada de álbuns britânica.
Como vocalista dos Smiths, Morrissey — descrito como "esguio, de fala mansa, enfeitado e de óculos" — subverteu muitas das normas associadas à música pop e rock. A simplicidade estética da banda foi uma reação ao excesso personificado pelos New Romantics ("novos românticos"), e, enquanto Morrissey adotou uma aparência andrógina como os New Romantics ou os roqueiros glam anteriores, a dele era muito mais sutil e discreta. De acordo com um comentarista, "ele era estudioso; usava óculos dados pelo NHS e aparelho auditivo no palco; era celibatário. Pior de tudo, ele era sincero", com sua música sendo "tão inebriantemente melancólica, tão perigosamente pensativa, tão sedutoramente engraçada que atraía seus ouvintes… para um relacionamento com ele e sua música em vez do mundo". Em um trabalho acadêmico sobre a banda, Julian Stringer caracterizou os Smiths como "um dos grupos mais abertamente políticos do Reino Unido", enquanto em um estudo sobre a obra deles, Andrew Warns os chamou de "a mais anticapitalista das bandas". Morrissey foi particularmente duro em suas críticas a então primeira-ministra Margaret Thatcher; após o atentado no Grand Brighton Hotel em 1984, ele comentou que "a única tristeza" foi "que Thatcher escapou ilesa". Em 1988, ele afirmou que a Seção 28, legislação anti-LGBT aprovada em seu governo, "incorpora a própria natureza de Thatcher e seu ódio bastante natural".

### Ascenção e queda: 1984–1987
Os Smiths trouxeram realismo ao seu romance e moderaram sua angústia com os toques mais leves. Os tempos foram personificados em seu líder: rejeitando todas as máculas do machismo do rock and roll, ele aproveitou a estranheza social do desajustado e do forasteiro, seus vocais suavemente assombrosos subindo repentinamente em um falsete, vestido com camisas femininas grandes, ostentando óculos do National Health ou um enorme aparelho auditivo estilo Johnnie Ray. Esse jovem encantador era, no vernáculo da época, a própria antítese de um "rockista"—sempre conscientemente mais próximo do gentil irônico Alan Bennett, ou do autodestruidor diarista Kenneth Williams, do que de um licencioso Mick Jagger ou de um drogado Jim Morrison.

— Paul A. Woods, 2007.
Em 1984, a banda lançou dois singles sem álbum: "Heaven Knows I'm Miserable Now" (o primeiro top 10 no Reino Unido) e "William, It Was Really Nothing". O ano foi encerrado com o lançamento da coletânea Hatful of Hollow. Ela reuniu singles, lados B e as versões que haviam sido gravadas ao longo do ano anterior para os programas de Peel e Jensen. No começo de 1985, lançaram seu segundo álbum, Meat Is Murder, que fora o único a liderar as paradas de seu país natal. O single de "Shakespeare's Sister" chegou à 26ª posição na parada, apesar de o único single de promoção do álbum, "That Joke Isn't Funny Anymore", ter sido menos sucedido, mal entrando no top 50. "How Soon Is Now?" foi originalmente o lado B de "William, It Was Really Nothing" e estava entre as faixas de Hatful of Hollow e nas edições estadunidense, canadense, australiana e da Warner britânica de Meat Is Murder. Lançado tardiamente como single no Reino Unido em 1985, "How Soon Is Now?" alcançou a posição 24 na parada.
Durante 1985, a banda empreendeu longas turnês pelo Reino Unido e Estados Unidos enquanto gravava o próximo disco de estúdio, The Queen Is Dead. Foi lançado em junho de 1986, logo após o single "Bigmouth Strikes Again". Ficou na segunda colocação da parada britânica. No entanto, nem tudo estava bem dentro da banda. Uma disputa legal com a Rough Trade atrasou o álbum em quase sete meses (ele foi concluído em novembro de 1985), e Marr estava começando a sentir o estresse da exaustiva turnê e agenda de gravações. Enquanto isso, Rourke foi expulso no início de 1986 por conta de seu vício em heroína. Ele foi temporariamente substituído por Craig Gannon, mas reintegrado depois de apenas quinze dias. Gannon continuou com o grupo, passando para a guitarra rítmica. Este quinteto gravou os singles "Panic" e "Ask" (com Kirsty MacColl no vocal de apoio) que alcançaram o número 11 e 14, respectivamente, no Reino Unido, e excursionou pelo país. Ao término da turnê em outubro de 1986, Gannon os deixou. Frustrados com a Rough Trade, buscaram um contrato com uma grande gravadora, assinando com a EMI, o que atraiu críticas de alguns dos fãs da banda.
No início de 1987, "Shoplifters of the World Unite" foi lançado, chegando à 12ª posição no Reino Unido. Seguiu-se de uma nova coletânea, The World Won't Listen, que ficou em segundo lugar — e do single "Sheila Take a Bow", o segundo (e último antes do fim do grupo) top 10. Apesar de seu sucesso contínuo, diferenças pessoais dentro da banda — incluindo o relacionamento cada vez mais tenso entre Morrissey e Marr — os levaram à beira da separação. Em julho de 1987, Marr deixou a banda e as audições para encontrar um substituto foram infrutíferas.
Quando o quarto álbum, Strangeways, Here We Come, foi lançado em setembro, a banda se separou.  Morrissey atribuiu a separação da banda à falta de uma figura gerencial — em entrevista com o então fã adolescente Tim Samuels. Strangeways chegou ao número 2 no Reino Unido, mas teve pouco impacto nos Estados Unidos, apesar de ter feito mais sucesso nesse país do que os álbuns anteriores.

## Carreira solo

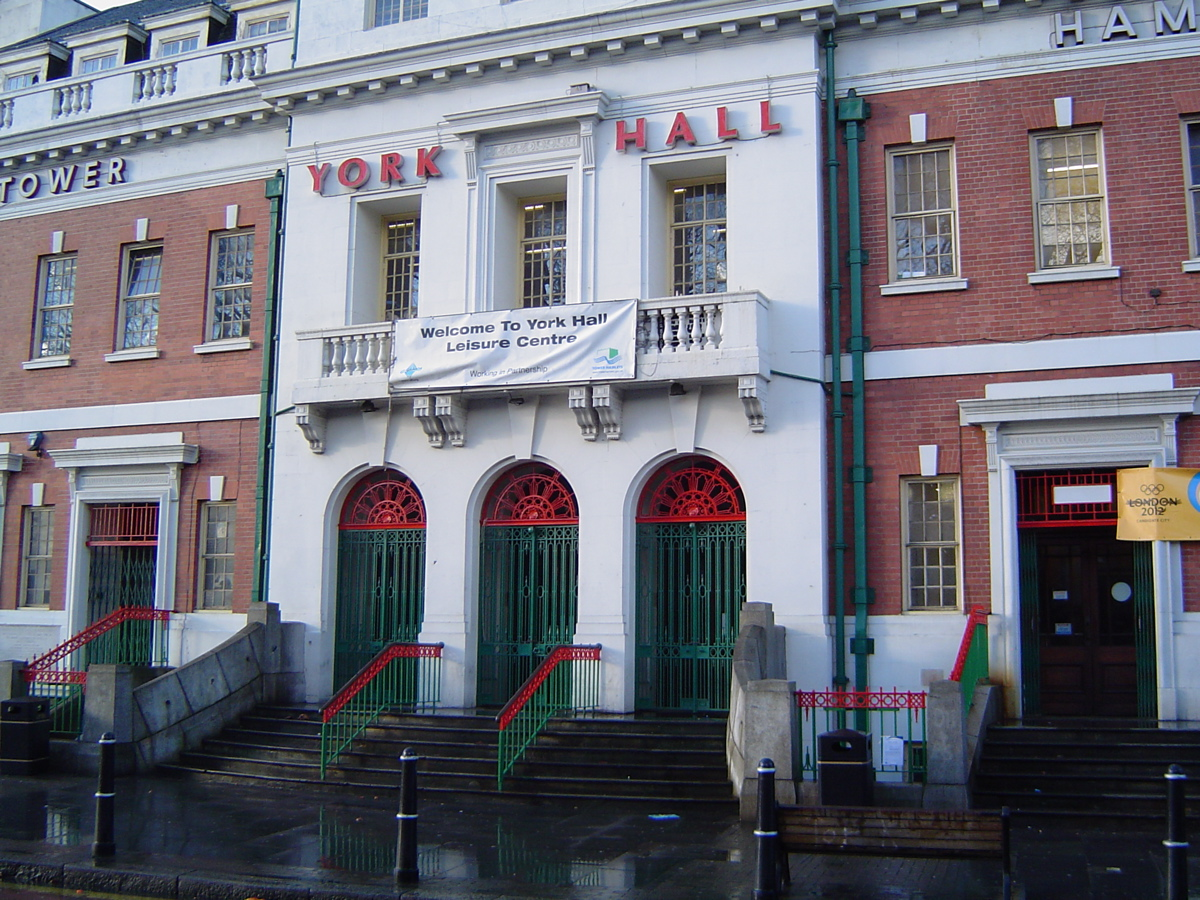
York Hall.

Em 2000 fez cinco shows no Brasil. O primeiro foi no Bar Opinião, em Porto Alegre, no dia 31 de março. Na sequência, no dia 1º de abril se apresentou no The Forum, em Curitiba. Nos dias 3 e 4 de abril Morrissey fez shows, no Olympia, em São Paulo e, finalmente, no dia seguinte, 5 de abril tocou no Rio de Janeiro, na casa de shows ATL Hall.
Em janeiro de 2020, Morrissey anunciou o lançamento de seu 13º álbum de estúdio, intitulado I Am Not a Dog on a Chain, para 20 de março. O primeiro single, "Bobby, Don't You Think They Know?", que conta com a participação da cantora de soul Thelma Houston, foi disponibilizado em sites de streaming.

## Características artísticas

### Composição
Mark Simpson caracterizou Morrissey como "o ídolo anti-pop", representando "o último, maior e mais gravemente preocupante produto de uma época em que a música pop era tudo que existia". O jornalista musical e biógrafo Johnny Rogan afirmou que a obra do cantor parece baseada em "reexaminar incessantemente um passado perdido e doloroso". Suas letras foram descritas como " vinhetas dramáticas, sombrias e engraçadas sobre relacionamentos condenados, boates solitárias, o fardo do passado e a prisão do lar". De acordo com Mark Simpson, existe um sentimento comum de que a ênfase de sua música na tristeza da vida é deprimente.

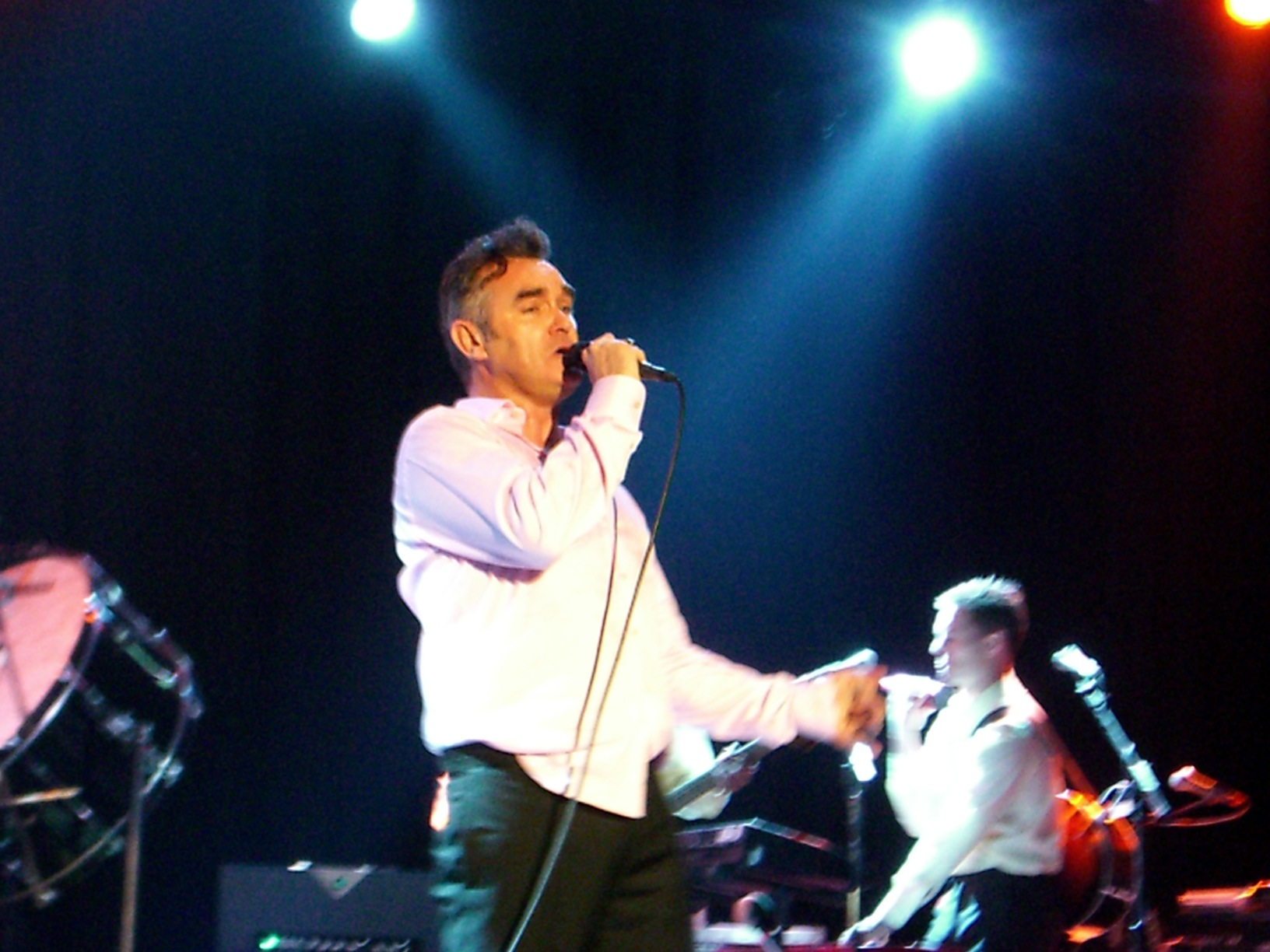
Morrissey no SXSW Austin, em março de 2006

Suas letras são caracterizadas pelo uso de humor negro, autodepreciação e vernáculo pop. Muitas de suas letras evitam mencionar o gênero do narrador e, assim, proporcionam aos ouvintes masculinos e femininos múltiplos pontos de identificação. Simpson sentiu que suas letras frequentemente destacavam "o absurdo essencial do gênero". Discutindo as letras dos Smiths em 1992, Stringer destacou que eles colocaram grande ênfase no conceito de inglesismo, mas acrescentou que, ao contrário dos movimentos contemporâneos two tone e acid house, se concentraram na Inglaterra branca em vez de explorar sua contraparte multicultural. Embora observando que durante a década de 1980, enfatizar a identidade branca era uma característica intimamente ligada à política de direita, Stringer expressou a opinião de que os Smiths representavam "a única resposta sustentada que a música pop/rock inglesa branca foi capaz de dar" contra a “apropriação da identidade nacional inglesa branca” pelo governo Thatcher.
Suas letras expressaram desdém por muitos elementos da sociedade britânica, incluindo o governo, a igreja, o sistema educacional, a família real, o consumo de carne, o dinheiro, o gênero, as discotecas, a fama e os relacionamentos. Em suas letras para os Smiths, Morrissey evitou descrições explícitas da consumação do sexo; em vez disso, canta sobre a antecipação, a frustração, a aversão ou a decepção final com o sexo. Stringer sugeriu que essa evitação deliberada do sexo era um reflexo do 'inglesismo' da banda porque invocava a "falta de expressão emocional" da cultura inglesa, a maneira pela qual os sentimentos, e especialmente os sentimentos sexuais, não podem ser expressos diretamente através do toque casual, contato corporal e assim por diante". Elementos homoeróticos masculinos podem ser encontrados em muitas das letras dos Smiths, mas também incluíam descrições sexualizadas com mulheres.
Morrissey é descrito como tendo “um fascínio macabro” pela violência. Simpson opinou que as letras de Morrissey "sangram e latejam com imagens violentas", citando as referências a acidentes de ônibus e pactos de suicídio em "There Is a Light that Never Goes Out", dentes quebrados em "Bigmouth Strikes Again" e apocalipse nuclear em "Ask" e "Everyday Is Like Sunday". De forma mais ampla, Morrissey tinha um interesse de longa data por criminosos, sejam eles assassinos, gângsteres, contrabandistas ou skinheads.

### Apresentações

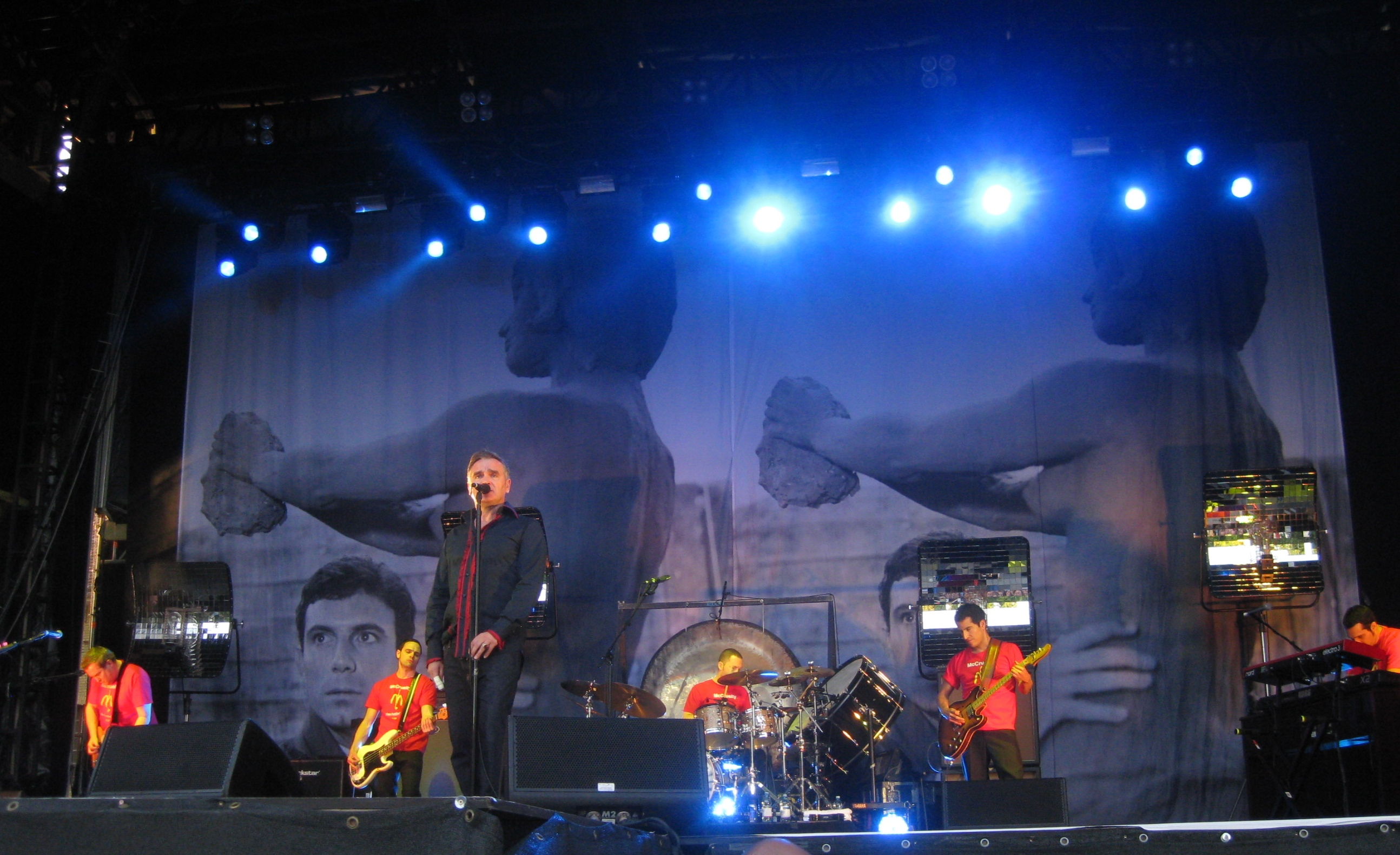
Como artista solo, Morrissey normalmente apresentava imagens antigas no telão de fundo do palco, como visto aqui em uma apresentação em Berlim em 2011

Os vocais de Morrissey foram citados como tendo uma qualidade particularmente distinta. Simpson acreditava que o trabalho de Morrissey incorporava e personificava o das "Mulheres do Norte", falando em estilos de linguagem vernácula que seriam comuns a muitas mulheres que viviam no norte da Inglaterra. Nisso, ele foi fortemente influenciado pela cantora nortenha Cilla Black, que teve uma carreira de sucesso na música pop na década de 1960, bem como por Viv Nicholson, que também ganhou fama durante aquela década. Outras cantoras daquela década que foram citadas como influência foram a escocesa Lulu, e a inglesa Sandie Shaw. No entanto, Stringer observou que, em vez de cantar expressamente com um sotaque da classe trabalhadora mancuniana, Morrissey adotou uma "enunciação muito recortada e precisa" e cantou em "dicção clara em inglês". Ele também é conhecido por seu estilo vocal de barítono incomum (embora às vezes use falsete).
Ao se apresentar no palco, frequentemente chicoteia o fio do microfone, principalmente durante suas faixas agitadas. Simpson acreditava que Morrissey frequentemente fazia "gestos astutos e agressivos" enquanto estava no palco; ele citou dois casos do Top of the Pops, um em que Morrissey usou gestos com as mãos para fingir que estava atirando no público durante "Shoplifters of the World Unite" e outro em que ele transformou o cabo do microfone em um laço de forca enquanto repetia a letra "enforque o DJ, enforque o DJ" na canção "Panic". Rogan afirmou que Morrissey exibiu "um poder no palco que raramente vi em qualquer outro artista de sua geração", e que enquanto se apresentava ele "exala carisma, oferecendo aquela combinação peculiar de vulnerabilidade desajeitada e capacidade atlética".
Em várias ocasiões, Morrissey expressou raiva ao acreditar que as equipes de segurança de suas apresentações trataram mal o público. Por exemplo, enquanto se apresentava em San Antonio, como parte da turnê Your Arsenal, interrompeu sua apresentação para repreender os seguranças por baterem nos fãs.
Em 12 de novembro de 2022, durante uma apresentação em Los Angeles no Greek Theatre, ele cantou nove canções e saiu do palco sem avisar, incomodando muitos fãs. Os companheiros de banda ficaram por mais de dez minutos antes de perceberem que ele não voltaria e foi anunciado que o show estava sendo cancelado por “circunstâncias imprevistas”. Alguns fãs especularam que o tempo estava muito frio para ele.

## Vida pessoal
Ao longo de sua carreira, Morrissey manteve uma vida pessoal intensamente privada. Residente de longa data de Los Angeles, Estados Unidos, ele também tem casas na Itália, Suíça e Reino Unido. Em 2017, Los Angeles declarou 10 de novembro como "Dia de Morrissey". Amigos referem-se a ele como "Morrissey", e ele não gosta do apelido "Moz", dizendo a um entrevistador que "soa como algo que você esguicharia no chão da cozinha". Sua mãe, Elizabeth Anne Dwyer, morreu em agosto de 2020 aos 82 anos de câncer de vesícula biliar.
Stringer caracterizou Morrissey como um homem com vários traços contraditórios, sendo "uma 'anti-estrela' comum da classe trabalhadora que, no entanto, adora monopolizar os holofotes, um homem bom que diz as coisas mais desagradáveis sobre outras pessoas, um homem tímido que também é um narcisista ultrajante". Ele ainda sugeriu que parte do apelo de Morrissey era que ele transmitia a imagem de um "cavalheiro inglês culto (e sendo cada centímetro do 'cavalheiro' tipicamente inglês, ele é perfeitamente representativo da aversão desse tipo por hipocrisia, e sua sexualidade frágil, quase-gay)". Da mesma forma, o biógrafo David Bret o descreveu como sendo "quintessencialmente inglês", enquanto Simpson o chama de little englander (termo usado para se referir a nacionalistas ingleses). Durante a década de 1980, o entrevistador Paul Morley afirmou que Morrissey "se propõe a ser um homem decente e consegue porque é isso que ele é". Eddie Sanderson, que entrevistou Morrissey para The Mail on Sunday em 1992, disse que "por baixo de toda a embalagem de estrela do rock, Morrissey é na verdade um cara muito legal, excelente companhia, perfeitamente disposto e capaz de falar sobre qualquer assunto que alguém queira com ele". Depois de fotografá-lo em 2004, Mischa Richter o descreveu como "genuinamente adorável".
Morrissey é conhecido por suas críticas à imprensa musical britânica, à realeza, a políticos e a pessoas que comem carne. De acordo com Bret, seus "ataques fulminantes" contra aqueles de quem ele não gosta são normalmente feitos de maneira "descontraída". Ele é católico não praticante e já criticou a Igreja Católica. Em 1991, afirmou acreditar em vida após a morte. Ele é primo do futebolista irlandês Robbie Keane e comentou certa vez, "Assistir a ele em campo–andando como um leão, tão leve quanto um astronauta–é terapia pura". Também é admirador de boxe. Ele descreveu ter depressão clínica, para o qual buscou ajuda profissional.

### Sexualidade
Em sua autobiografia, Morrissey afirmou ter tido relacionamento com um fotógrafo, revelando sua bissexualidade.

### Controvérsias
Morrissey atualmente está tendo mais destaque por suas opiniões, posições políticas e declarações controversas. Em setembro de 2010, o cantor fez uma declaração polémica no jornal britânico The Guardian, chamando os chineses de sub-espécie devido à maneira como tratam os animais, privando-os de qualquer direito ou dignidade.
Critica a Família Real Britânica frequentemente, além de já ter disparado contra PJ Harvey, Bryan Ferry e Tony Blair.
O músico já se envolveu em uma série de polêmicas nos últimos anos. As opiniões públicas de Morrissey o fizeram alvo de várias críticas e até boicotes ao redor do mundo.

## Discografia solo
Álbuns de estúdio
- Viva Hate (1988)
- Kill Uncle (1991)
- Your Arsenal (1992)
- Vauxhall and I (1994)
- Southpaw Grammar (1995)
- Maladjusted (1997)
- You Are the Quarry (2004)
- Ringleader of the Tormentors (2006)
- Years of Refusal (2009)
- World Peace Is None of Your Business (2014)
- Low in High School (2017)
- California Son (2019)
- I Am Not a Dog on a Chain (2020)

Colectâneas
- Bona Drag (1990)
- World of Morrisey (1995)
- Suedehead: The Best of Morrissey (1997)
- My Early Burglary Years (1998)
- The Best of Morrissey (2001)
- Greatest Hits (2008)
- Swords (2009)

Ao vivo
- Beethoven Was Deaf (1993)
- Live at Earls Court (2005)
- Who put the "M" in Manchester (2005) - DVD
- Morrissey 25: Live (2013) - DVD